# خرداد ۱۳۸۹
خردادماه ۱۳۸۹ سومین ماه از این سال است.
آغاز آن شنبه: ‎۱ خرداد ۱۳۸۹ (۲۲ مه ۲۰۱۰) میلادی
مطابق با ۸ جمادی‌الثانی ۱۴۳۱ قمری قراردادی می‌باشد.

## ۱ خرداد ۱۳۸۹
- ۹ کشته و مفقود در سیل مشهد

شمار کشته شدگان وناپدیدشدگان سیل دیشب (جمعه) شهر  مشهد  به ۹ کشته و مفقود رسید.هفت نفر از این افراد کشته و دونفر ناپدید شدند.واحد مرکزی خبر
- معصومه سیحون درگذشت

معصومه سیحون، هنرمند نقاش و بنیانگذار گالری سیحون، یکی از نخستین گالری‌های هنری ایران، جمعه شب در سن ۷۵ سالگی و بر اثر خونریزی مغزی و کهولت سن درگذشت. خبر آنلاین
- نامه اردوغان به سران ۲۵ کشور درباره توافق تهران

رجب طیب اردوغان نخست‌وزیر ترکیه در نامه‌ای به سران بیست و پنج کشور، از جمله کشورهای گروه ۵+۱ و اعضای غیردائم شورای امنیت، از توافق هسته‌ای تهران که میان ترکیه، برزیل و ایران امضا شد، دفاع کرد. وی در این نامه با تاکید بر موضع دولت مطبوعش در مخالفت با سلاح‌های هسته‌ای، توافق‌نامه تهران را مهمترین قدم برای حل و فصل مناقشه هسته‌ای ایران از طریق دیپلماتیک نامید و از همه خواستکه با خوشبینی به این توافق نگاه کنند و تصمیمی خارج از این توافقنامه نگیرند که باعث شکست این راه حل دیپلماتیک شود. بی‌بی‌سی فارسی
- سه راهکار خاتمی برای حل مشکلات یک ساله اخیر

سید محمد خاتمی با نامیدن خرداد به عنوان «ماه مردم»، آزادی زندانیان سیاسی، آزادی مطبوعات و تشکل‌ها  و حرکت به سوی انتخابات آزاد و سالم را برای حل مشکلات یک سال اخیر کشور پیشنهاد کرد.  وی افزود «می‌توان خرداد امسال را با تصمیم درست در این زمینه و اعلام آن از سوی موثران نظام و احترام به مردم همچون خردادهای گذشته سرشار از امید و نشاط کرد.» بی‌بی‌سی فارسی، خبر آنلاین
- فیلمسازان ایرانی:به دلایل انسانی و صنفی پناهی را آزاد کنید

در نامه‌ای سرگشاده خطاب به دولت جمهوری اسلامی، ۸۵ تن از سینماگران ایرانی  خواستار آزادی جعفر پناهی، کارگردان ایرانی شدند.بی‌بی‌سی فارسی ،رادیو فرانسه
- ده‌ها نفر در سانحه هوایی در هند کشته شدند

در پی خارج شدن یک فروند هواپیمای مسافربری بوئینگ ۷۳۷ از باند فرودگاه شهر مانگالور در جنوب هند، ده‌ها تن از سرنشینان هواپیما جان باختند. بی‌بی‌سی فارسی، خبر آنلاین
- پنجاهمین پرتاب موشک آریان ۵ به مدار

پنجاهمین پرتاب موشک ماهواره‌بر آریان-۵ از پایگاه فضایی گویان به مدار زمین پرتاب شد و دو ماهواره بزرگ مخابراتی روی‌هم با وزن ۸ تن را در مدار قرار داد. موشک آریان-۵ تاکنون نیمی از ماهواره‌های سنگین‌وزن دنیا را در مدار قرار داده‌است. آریان‌اسپاس، بی‌بی‌سی (همراه ویدئو)
- پسر ۱۳ ساله رکوردار جوانترین انسان در اورست

دانش‌آموز ۱۳ ساله آمریکایی از ایالت کالیفرنیا رکورد سنی جوان‌ترین فاتح قله اورست را شکست. وی پیش از اورست، بلندترین قله‌های اروپا، آمریکای شمالی و جنوبی و آفریقا را فتح کرده بود. بی‌بی‌سی
- ورود دانشجویان 'بدحجاب' به دانشگاه تهران ممنوع شد

حراست دانشگاه تهران از اجباری شدن مقنعه در این دانشگاه خبر داده و گفته‌است که از این پس از ورود دانشجویان بدحجاب دختر و پسر جلوگیری می‌شود.وی افزود موضوع برخورد با بدحجابی مختص دانشجویان دختر نیست و از ورود دانشجویان پسری که پوشش مناسب ندارند نیز به دانشگاه جلوگیری به عمل می‌آید. بی بی سی فارسی
- بارزانی حملات ترکیه و ایران به کردستان عراق را محکوم کرد